# David Kamau Ng’ang’a
David Kamau Ng’ang’a (ur. w 1955 w Kamondo) – kenijski duchowny katolicki, biskup pomocniczy Nairobi od 2000.

## Życiorys
Święcenia kapłańskie przyjął 10 stycznia 1982. Był m.in. proboszczem parafii katedralnej w Nairobi.
22 grudnia 1999 roku został mianowany przez papieża Jana Pawła II biskupem pomocniczym archidiecezji Nairobi ze stolicą tytularną Oëa. Sakry biskupiej udzielił mu 18 marca 2000 ówczesny prefekt Kongregacji ds. Ewangelizacji Narodów, kard. Jozef Tomko.